# Aéroport de Tromsø
L'aéroport de Tromsø (code IATA : TOS • code OACI : ENTC) est un aéroport international situé à Tromsø en Norvège sur la côte ouest de l'île de Tromsøya. L'aéroport est doté d'une piste de 2 447 mètres de long. Avec environ 2 millions de passagers qui y ont transité en 2014, il s'agit du plus grand aéroport du nord de la Norvège. L'aéroport est également une base pour la compagnies Widerøe et une destination pour SAS et Norwegian avec plusieurs vols journaliers. Il est dirigé par la compagnie Avinor AS.

## Histoire
Le premier aéroport de Tromsø était une zone d'amerrissage pour hydravions créée en 1930 et située à Skattøra. Cette destination était uniquement desservie par la Compagnie Aérienne Nationale de Norvège. Cette compagnie a fusionné en 1946 avec les compagnies nationales suédoise et danoise pour former la SAS. L'aéroport offrait initialement un vol journalier pour Trondheim et petit à petit, des liaisons régulières vers Oslo, Bodø et d'autres villes norvégiennes. Les politiques locaux ayant fait pression sur le Storting, il fut décidé de la construction d'une piste de 1 600 m de long. Finalement, la piste construite était de 2 000 m de long après une campagne de lobbying des compagnies aériennes.
L'aéroport ouvrit le 14 septembre 1964 avec la présence du roi de Norvège, arrivé par le premier vol. Le nouvel aéroport flambant neuf offrit de nouvelles destinations, vers le Finnmark et Longyarbyen, au Svalbard. Environ 20 000 passagers sont passés par l'aéroport en 1965. Ce nombre est passé à 200 000 en 1975 et 564 000 en 1990. Il est ainsi devenu une plateforme essentielle pour le comté de Troms. Un nouveau terminal a été construit de 1977 à 1998, afin de moderniser et augmenter la capacité de l'aéroport.
Depuis son ouverture en 1930, environ 46 millions de passagers ont transité par cet aéroport.

## Situation

### Carte des aéroports en Norvège
Carte des principaux aéroports de Norvège (en 2019)
Le Svalbard n'est pas ici en coordonnées géographiques exactes.
| Oslo-Gardermoen Bergen Stavanger Trondheim Tromsø Bodø Sandefjord Moss Kristiansand Ålesund Haugesund Harstad/Narvik Molde Kristiansund Alta Kirkenes Bardufoss Florø Hammerfest Svalbard Plus de 10 millions Plus de 5 millions Plus de 1 million Plus de 0,4 million Moins de 0,4 million Fermé |

## Statistiques
Pour des raisons techniques, il est temporairement impossible d'afficher le graphique qui aurait dû être présenté ici.

Voir la requête brute et les sources sur Wikidata.
| Année | Nombre de vols | % de variation | Fret et poste | Passagers | % de variation |
| ----- | -------------- | -------------- | ------------- | --------- | -------------- |
| 2014  | 43 219         | 4,9            | 2 758         | 2 006 924 | 2,7            |
| 2013  | 42 000         | 3,9            | 2 162         | 1 936 022 | 2,5            |
| 2012  | 40 439         | 2,4            | 2 622         | 1 889 023 | 4,9            |
| 2011  | 39 484         | 1,6            | 2 766         | 1 800 093 | 9,1            |
| 2010  | 38 873         | 0,3            | 2 636         | 1 649 584 | 1,2            |
| 2009  | 38 774         | -2,4           | 3 117         | 1 629 967 | -3,5           |
| 2008  | 39 736         | -0,8           | 861           | 1 647 405 | 2,6            |
| 2007  | 40 063         | 0,0            | 3 266         | 1 606 226 | 3,1            |
| 2006  | 40 053         | 5,8            | 2 637         | 1 557 255 | 7,4            |
| 2005  | 37 860         | 1,8            | 5 410         | 1 459 686 | 0,9            |
| 2004  | 37 195         | 8,7            | 2 673         | 1 446 655 | 7,2            |

Ces données sont issues de la compagnie Avinor.

## Compagnies et destinations

### Passagers
| Compagnies            | Destinations |
| --------------------- | --- |
| Aegean Airlines       | En saison charter : La Canée I.-Daskaloyánnis |
| Air France            | Paris-Charles de Gaulle |
| Austrian Airlines     | En saison : Vienne-Schwechat |
| British Airways       | En saison : Londres-Heathrow |
| easyJet               | Genève-Cointrin En saison : - Amsterdam, - Bristol, - Londres-Gatwick, - Manchester, - Milan-Malpensa, - Paris-Charles de Gaulle |
| Edelweiss Air         | Zurich |
| Eurowings             | Düsseldorf En saison : Berlin-Brandebourg, Hambourg-H.-Schmidt, Stuttgart |
| Finnair               | Helsinki-Vantaa En saison: Rovaniemi |
| Iberia                | En saison : Madrid-Barajas |
| Lufthansa             | Francfort En saison : Munich-F. J. Strauß |
| Norwegian Air Shuttle | Alta, Oslo-Gardermoen, Svalbard (Longyearbyen) En saison : - Bergame-Orio al Serio, - Bergen, - Berlin-Brandebourg, - Bruxelles-National, - Copenhague-Kastrup, - Londres-Gatwick, - Paris-Charles de Gaulle, - Stockholm-Arlanda En saison charter : Las Palmas/Gran Canaria                                                                                         |
| Scandinavian Airlines | - Alta, - Bodø, - Copenhague-Kastrup, - Oslo-Gardermoen, - Stockholm-Arlanda, - Svalbard (Longyearbyen), - Trondheim En saison : Londres-Heathrow En saison charter : La Canée I.-Daskaloyánnis |
| Transavia             | En saison : Amsterdam |
| Transavia France      | En saison : Paris-Orly |
| Widerøe               | - Alta, - Andenes-Andøya (en), - Båtsfjord, - Bergen, - Berlevåg (en), - Bodø, - Hammerfest (en), - Hasvik (en), - Honningsvåg, - Kirkenes, - Kristiansand, - Lakselv, Banak, - Leknes, - Mehamn (en), - Narvik/Harstad, - Sørkjosen (en), - Stokmarknes (en), - Svolvaer (Helle) (en), - Trondheim, - Vadsø (en), - Vardø, Svartnes (en) En saison : Sandefjord-Torp |
| Wizz Air              | Gdańsk-L. Wałęsa En saison : Londres-Luton |

Édité le 01/01/2019. Actualisé le 25/02/2023.

### Fret
|  | Compagnie       | Destination                                  |
|  | --------------- | -------------------------------------------- |
|  | West Air Sweden | Longyarbyen, Oslo-Gardenmoen (pour la poste) |